# Den gamla kvinnan
Den gamla kvinnan är ingen enhetlig arketyp eller stereotyp. Hos C G Jung har hon både rollen som god vishetssymbol och som elak häxa; i enklare litteratur kan hon också vara en söt och snäll (och ej trollkunnig) trollkunnig liten gumma eller tant som bjuder på kakor.